# Ocell ratolí dorsi-roig
L'ocell ratolí dorsi-roig (Colius castanotus) és una espècie d'ocell de la família dels còlids (Coliidae) que habita boscos poc densos de l'oest d'Angola.